# L’Express (Neuenburg)
L’Express (eigentlich L’Express et Feuille d’Avis de Neuchâtel) war eine in Neuenburg publizierte französischsprachige Tageszeitung der Schweiz und weltweit die älteste noch erscheinende Zeitung in französischer Sprache. Sie wurde von der Société Neuchâteloise de Presse verlegt, die mehrheitlich zum Groupe ESH Médias (Editions Suisses Holding SA) von Philippe Hersant, dem Besitzer der Hersant-Gruppe, gehört. Im Januar 2018 ging sie in der neuen Zeitung ArcInfo auf.

## Geschichte
Die 1738 von François-Louis Lichtenhan gegründete Wochenzeitung Feuille d’Avis, ab 1766 Feuille d’Avis de Neuchâtel, erschien seit 1884 täglich. 1928 betrug die Auflage bereits 13'000 Exemplare. 1964 übernahm es den 1891 gegründeten Express und absorbierte dieses am Schluss als Abendzeitung erscheinende Blatt 1971. Danach firmierte das Feuille d’Avis de Neuchâtel unter dem Kürzel FAN-L’Express (kurz FAN). Anlässlich des 250-Jahr-Jubiläums vertauschte das FAN 1988 Haupt- und Untertitel und nannte sich seither L’Express et Feuille d’Avis de Neuchâtel (kurz L’Express). Immer unabhängig (Feuille d’avis = «Anzeigenblatt»), war die Zeitung jedoch tendenziell bis zum Schluss konservativ. 2017 betrug die WEMF-beglaubigte Auflage 18'950 verkaufte bzw. 16'783 verbreitete Exemplare, die Reichweite 43'000 Leser (WEMF Basic 2017-I).
1996 begann mit einem gemeinsamen Mantel eine enge publizistische und technische Zusammenarbeit zwischen L’Express und seinem publizistischen Rivalen, dem in La Chaux-de-Fonds erscheinenden L’Impartial («Der Unparteiische»). Um das regionalpolitische Gleichgewicht zwischen «konservativem See» und «liberalen Bergen» zu wahren und die beim Beginn der Zusammenarbeit hochgehenden politischen Wogen zu glätten, trugen die beiden Regionalausgaben nicht nur weiterhin den angestammten Namen, sondern unterschieden sich ausser im Lokalteil auch in den Kommentaren zu kantonalen Angelegenheiten. Der Mantelteil und die Produktion auch der Nachfolgerzeitung ArcInfo erfolgen weiterhin in Neuenburg. Seit dem 7. Februar 2007 ist auch das in Biel erscheinende Le Journal du Jura, die Tageszeitung für den Berner Jura, auf die gleiche Art als Kopfblatt integriert.
1999 wurden die beiden Neuenburger Blätter in der Société Neuchâteloise de Presse zusammengeführt. An dieser hielt die Familie Wolfrath, seit 1814 im Besitz des Express, über ihre L’Express Communication Holding 62 %, die PubliGroupe 28,5 % und Marc Gassmann, Verleger des Journal du Jura und des Bieler Tagblatts, 9,5 % des Aktienkapitals. Im Frühling 2002 verkaufte die Besitzerfamilie Wolfrath die Express Communication Holding an die französische Groupe France-Antilles (heute: Groupe Hersant Média). Die Wettbewerbskommission bewilligte den Verkauf. Ein Versuch von PubliGroupe und Marc Gassmann, sich auf ein Vorkaufsrecht für die 62 % der Express Communication Holding zu berufen, blieb erfolglos. Hersant brachte danach seinen Anteil an den beiden Zeitungen in die neugegründete Groupe ESH Médias (Editions Suisses Holding SA) ein.
L’Express deckte die beiden Neuenburger Seedistrikte Boudry und Neuenburg, das Val de Ruz und das Val de Travers sowie den ehemaligen Bezirk La Neuveville im Berner Jura (heute Teil des Verwaltungskreises Berner Jura) ab.
Bis März 2017 war Nicolas Willemin Chefredaktor der Zeitung, danach Eric Lecluyse und seit dem 1. Juni 2017 zusätzlich Stéphane Devaux für das Ressort Montagnes-Jura.

## Newsportal
2008 wurde ArcInfo gegründet, die gemeinsame multimediale Online-Plattform von Express und Impartial sowie des regionalen TV-Senders Canal Alpha, die deren redaktionelle Inhalte publiziert. Sie ist seit 2010 kostenpflichtig.

## Historisches Archiv
Anlässlich des 275-Jahr-Jubiläums der Zeitung im Jahr 2013 wurden in Zusammenarbeit mit der Bibliothèque publique et universitaire de Neuchâtel, der Bibliothèque de la Ville La Chaux-de-Fonds und der Schweizerischen Nationalbibliothek und finanziell unterstützt von der Loterie Romande und der Banque Cantonale Neuchâteloise sämtliche Ausgaben seit 1738 wie auch sämtliche Ausgaben des Impartial seit 1881 einschliesslich Texterkennung digitalisiert und werden seither gratis online zur Verfügung gestellt. Die Arbeiten für die Digitalisierung dauerten fünf Jahre und kosteten über 5 Mio. CHF.